# Alexei Wladimirowitsch Zatewitsch
Alexei Wladimirowitsch Zatewitsch (russisch Алексей Владимирович Цатевич, englisch Alexey Tsatevich; * 5. Juli 1989 in Werchnjaja Pyschma, Oblast Swerdlowsk, RSFSR, UdSSR; † 8. April 2024) war ein russischer Radrennfahrer.

## Karriere
Zatewitsch begann seine internationale Karriere 2001 beim UCI Continental Team. Er gewann in diesem Jahr den Grand Prix International de la ville de Nogent-sur-Oise, die russische Meisterschaft im Kriteriumsrennen und Etappen beim Grande Prémio Internacional Costa Azul, der Tour Alsace sowie der Bulgarien-Rundfahrt.
Daraufhin wechselte er 2012 zum UCI WorldTeam Katusha, für das er 2013 beim Eintagesrennen Le Samyn erstmals erfolgreich war. Beim Klassiker (Radsport) Gent-Wevelgem wurde er 2014 Siebter. Den größten Erfolg seiner Karriere erzielte er in der Saison 2016, als auf der UCI WorldTour im Zweiersprint die Schlussetappe der Katalonien-Rundfahrt gewann. Mit dem Giro d’Italia 2016 bestritt Zatewitsch seine erste Grand Tour. Nachdem er im Einzelzeitfahren der 9. Etappe wegen Windschattenfahrens zunächst durch die Rennleitung mit einer Zeitstrafe belegt worden war, nahm ihn seine Mannschaft danach „wegen nicht akzeptablen Verhaltens“ komplett aus dem Rennen. Nach Ablauf der Saison wurde sein Vertrag mit Katusha nicht verlängert.
Zur Saison 2017 wurde Zatewitsch Mitglied im Team Gazprom-RusVelo, für das er nochmals am Giro d’Italia teilnahm. Mit der Neuausrichtung des Teams auf jüngere Fahrer musste er dieses bereits nach einem Jahr wieder verlassen. Nachdem er kein neues Team gefunden hatte, beendete er nach der Saison 2017 seine Karriere als Radprofi.

## Erfolge
2011
- eine Etappe Grande Prémio Internacional Costa Azul
- Grand Prix International de la ville de Nogent-sur-Oise
- eine Etappe Tour Alsace
- Russischer Meister – Kriterium
- eine Etappe Tour of Bulgaria

2013
- Le Samyn
- eine Etappe Settimana Ciclistica Lombarda

2016
- eine Etappe Katalonien-Rundfahrt

## Grand-Tour-Platzierungen
| Grand Tour            | 2016 | 2017 |
| --------------------- | ---- | ---- |
| Giro d’ItaliaGiro     | DNF  | 121  |
| Tour de FranceTour    | –    | –    |
| Vuelta a EspañaVuelta | –    | –    |